# 柿木綾乃
柿木 綾乃（かきのき あやの、1990年3月7日 - ）は、テレビ西日本（TNC）の社員で同局報道記者。熊本放送（RKK）元アナウンサー。
熊本県出身。熊本県立済々黌高等学校、青山学院大学卒業後、2012年RKK入社。2018年TNCに移籍。

## 過去の出演番組

### テレビ
- RKKワイド夕方いちばん（野溝美子アナの産休に伴い2012年9月13日より木・金のメインキャスターを務めていたが、2014年4月から野溝アナが木・金のメインキャスターに復帰し、金曜の中継リポーターとなった）
- 週刊山崎くん（野溝美子アナの産休に伴い2012年9月12日より2014年3月25日までメインキャスター）
- roasso magazine（ナレーション）
- 熊日ニュース（随時）

### ラジオ
- 柿木珈琲店
- 熊本善意銀行だより
- 真夜中のつぶやき（月曜パーソナリティー）
- 熊日ニュース（随時）